# Глубокий сон (роман)
«Глубокий сон» (англ. The Big Sleep; 1939) — роман американского писателя Рэймонда Чандлера. Первый роман о частном сыщике Филипе Марлоу. Классика «крутого детектива». Роман был признан одним из лучших детективов всех времен.

## Сюжет
Действие происходит в Лос-Анджелесе. Частного сыщика Филипа Марлоу нанимает генерал Стернвуд. Стернвуд — престарелый вдовец, живёт с двумя молодыми дочерьми: развратной наркоманкой Кармен и игроком Вивиан, бывшей замужем за гангстером Расти Риганом. Стернвуд просит сыщика разобраться с шантажистом Артуром Гейгером, имеющим компромат на Кармен.

## Экранизации
Роман был экранизирован дважды. Первую экранизацию снял Говард Хоукс в 1946 году (в главной роли — Хамфри Богарт). Вторую — Майкл Уиннер в 1978 году (в главной роли — Роберт Митчем). Кроме того, сюжет романа был взят за основу для фильма братьев Коэн «Большой Лебовски» (1998).